# Black Label Society
Black Label Society – amerykańska grupa wykonująca szeroko pojętą muzykę heavymetalową. Powstała w 1998 roku, w Los Angeles w Kalifornii, z inicjatywy gitarzysty Zakka Wylde’a, perkusisty Phila Ondicha oraz gitarzysty Nicka „The Evil Twin” Catanese.
Do 2006 roku zespół sprzedał na świecie ponad 1,5 miliona płyt.

## Życiorys

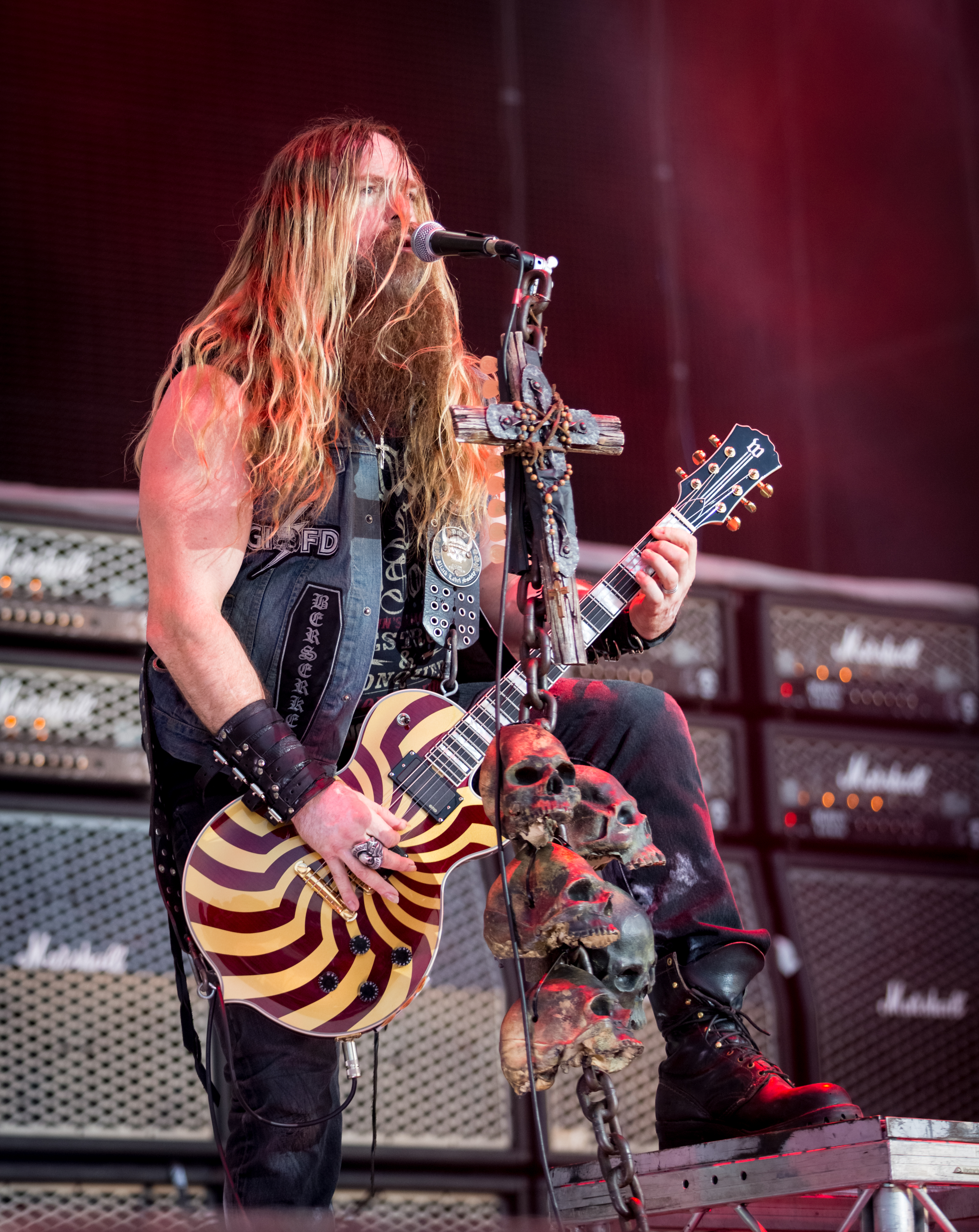
Zakk Wylde podczas koncertu na festiwalu Wacken Open Air w 2015 roku

Na początku zespół nosił nazwę Hell's Kitchen, jednak szybko ją zmieniono na Black Label Society.
Pierwszy album grupy został wydany 5 maja 1999 roku i nosił tytuł Sonic Brew. Niedługo po tym do zespołu dołączył basista John DeServio. Na przełomie 1999 i 2000 roku rozpoczęły się prace nad kolejnym albumem, który został wydany odpowiednio: w Japonii 8 marca 2000, w USA 18 kwietnia 2000 i nosił tytuł Stronger Than Death. Od zespołu odszedł John DeServio, jego miejsce zastąpił Steve Gibb, syn Barry'ego Gibba, członka zespołu Bee Gees. 6 lipca 2000 roku, podczas występu, doszło do kłótni między Zakkiem Wyldem a Philem Ondichem. Po tym zdarzeniu Phila Ondicha zastąpił Craig Nunenmacher z zespołu Crowbar. 16 stycznia 2001 roku został wydany zapis utworów zagranych "na żywo" pod tytułem Alcohol Fueled Brewtality Live +5. 5 marca została wydana kolejna płyta zespołu 1919 Eternal. Początkowo album miał nosić tytuł Deathcore Warmachine Eternal, jednak zmieniono go po tragicznych wydarzeniach z 11 września. 22 kwietnia 2003 roku został wydany czwarty studyjny album grupy. Nosił on tytuł The Blessed Hellride i promował go singel "Stillborn", w którym swojego głosu użyczył Ozzy Osbourne. Teledysk do utworu wyreżyserował Rob Zombie. Pierwsze oficjalne DVD, Boozed, Broozed & Broken-Boned, zostało wydane 12 sierpnia 2003 roku. Rok 2004 zaowocował wydaniem płyty Hangover Music Vol. VI, która światło dzienne ujrzała 20 sierpnia.
W marcu 2005 roku na sklepowych półkach pojawił się album Mafia. W czasie trasy promującej tę płytę zespół po raz pierwszy zawitał do Polski. Koncert odbył się w warszawskiej Stodole 14 czerwca 2005 roku. W 2006 roku został wydany kolejny album pod tytułem Shot to Hell.
W sierpniu 2010 roku ukazał się następny, już ósmy, album studyjny Order of the Black. Album znalazł się na 4. miejscu "Billboard 200". Rok później ukazał się następny album The Song Remains Not the Same. W dużej mierze składał się z wersji "unplugged" nagrań z poprzedniego krążka, takich jak: "Parade of the Dead" czy "Overlord". Album miał być rodzajem hołdu dla jednego z ulubionych zespołów Zakk'a – Led Zeppelin.
W grudniu 2013 roku zespół opuścił Nick Catanese. Zastąpił go Dario Lorina.
Od tamtej pory zespół nagrał nowy album studyjny Catacombs of the Black Vatican. Na oficjalnej stronie Black Label Society można znaleźć teledysk do nagrania "Angel of Mercy".

## Muzycy

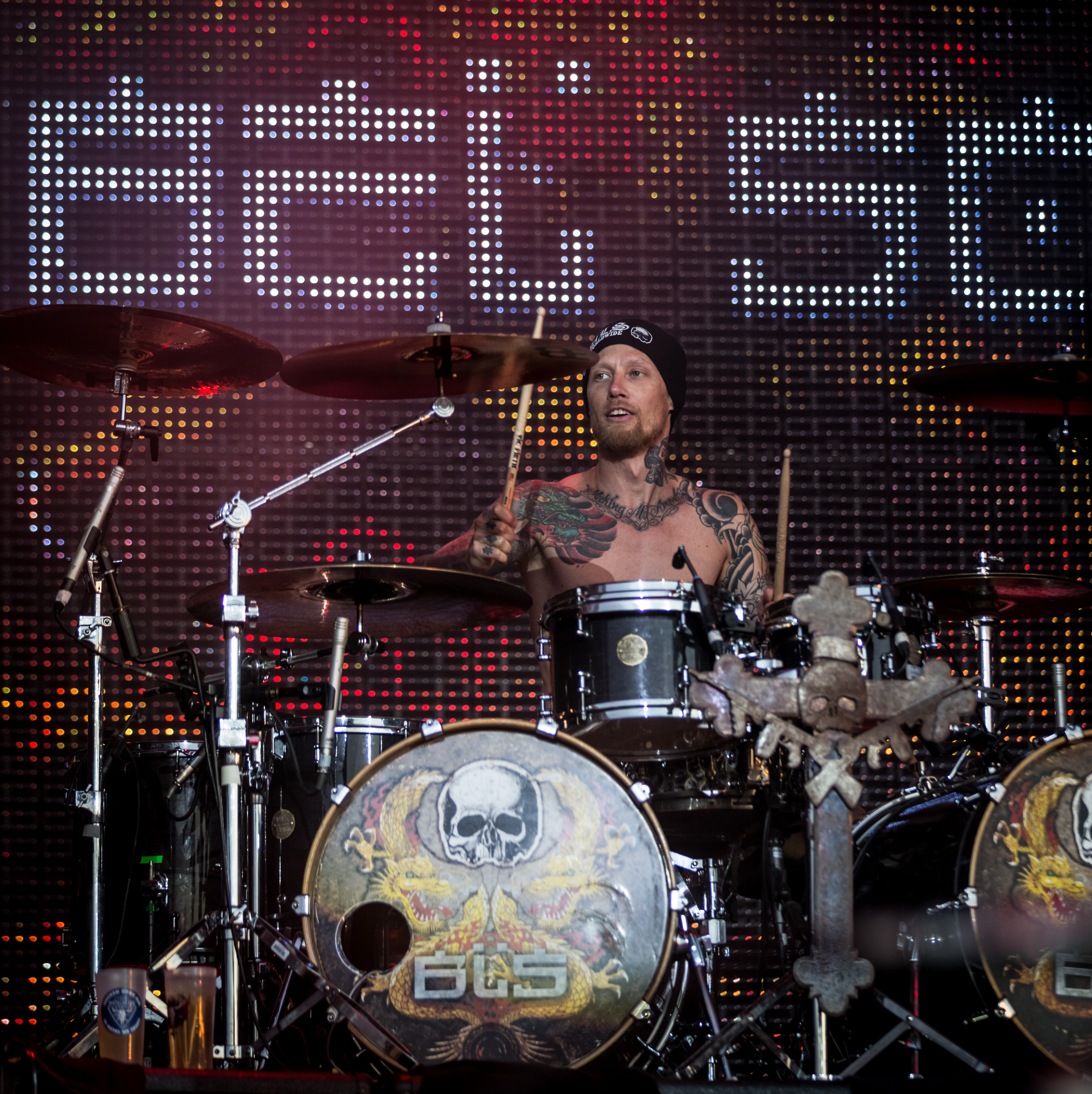
Jeff Fabb podczas koncertu na festiwalu Wacken Open Air w 2015 roku

| - Zakk Wylde – gitara, wokal (od 1998) - John DeServio – gitara basowa (1999, od 2005) - Dario Lorina – gitara (od 2014) - Jeff Fabb – perkusja (2012-2013, od 2014) |  | - Phil Ondich – perkusja (1998–2000) - James LoMenzo – gitara basowa (2004–2005) - Steve Gibb – gitara basowa (2000–2001) - Robert Trujillo – gitara basowa (2002) - Mike Inez – gitara basowa (1999, 2001, 2003) - Craig Nunenmacher – perkusja (2000-2010) - Will Hunt – perkusja (2010-2011) - Johnny Kelly – perkusja (2011) - Mike Froedge – perkusja (2011) - Chad Szeliga – perkusja (2011–2012, 2013-2014) - Nick Catanese – gitara (1998-2013) |

## Dyskografia

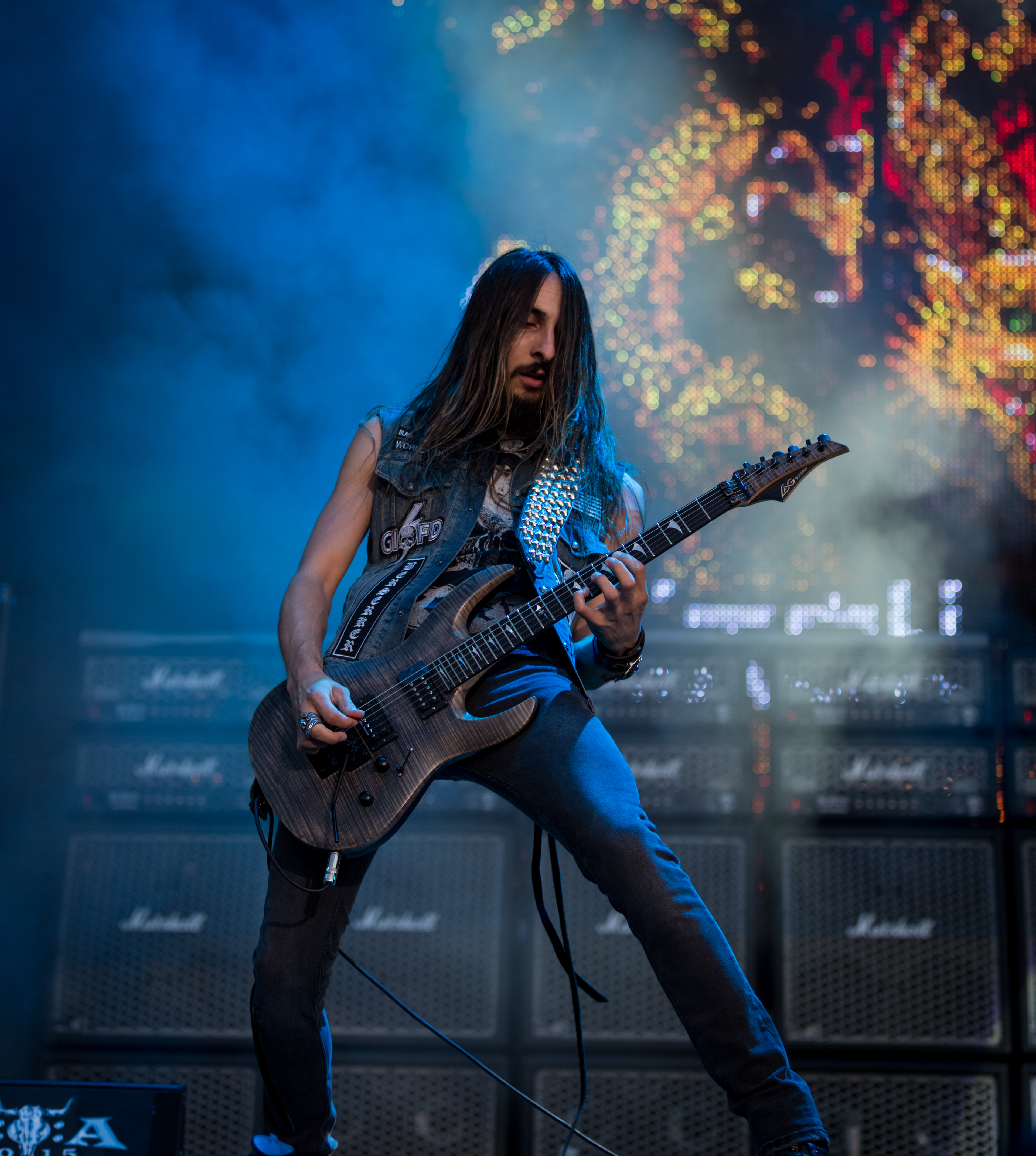
Dario Lorina podczas koncertu na festiwalu Wacken Open Air w 2015 roku

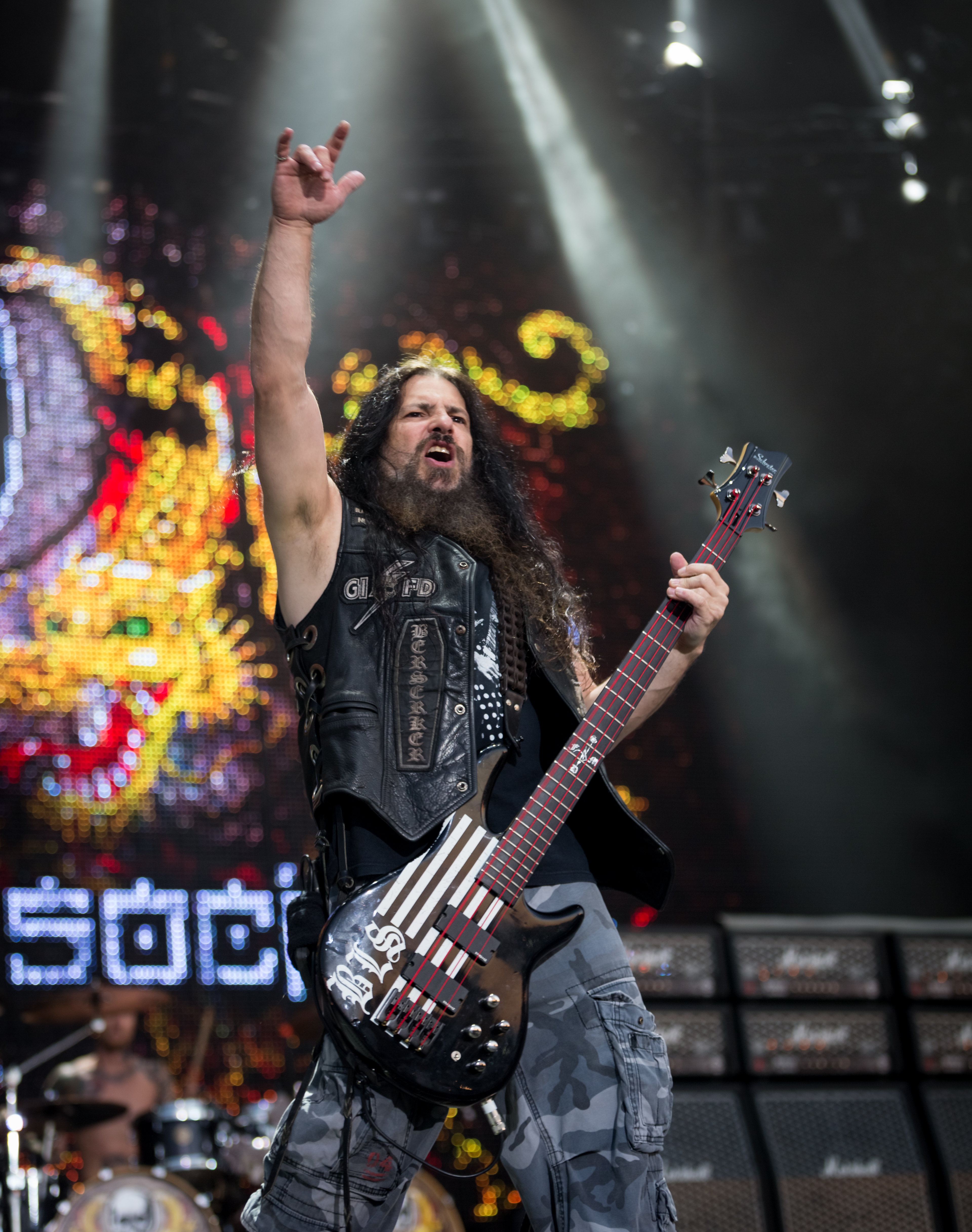
John DeServio podczas koncertu na festiwalu Wacken Open Air w 2015 roku

### Albumy studyjne
| 1999                           | Sonic Brew - Data: 4 maja 1999 - Wydawca: Spitfire Records                  | —  | — | —  | —  | —  | —   | —  | —  | —  | —   |
| 2000                           | Stronger than Death - Data: 18 kwietnia 2000 - Wydawca: Spitfire Records    | —  | — | —  | —  | —  | —   | —  | —  | —  | —   |
| 2002                           | 1919 Eternal - Data: 2 marca 2002 - Wydawca: Spitfire Records               | —  | — | —  | —  | —  | —   | —  | —  | —  | 155 |
| 2003                           | The Blessed Hellride - Data: 22 kwietnia 2003 - Wydawca: Spitfire Records   | 50 | 2 | —  | —  | 38 | —   | —  | —  | —  | 121 |
| 2004                           | Hangover Music Vol. VI - Data: 20 kwietnia 2004 - Wydawca: Spitfire Records | 40 | 3 | —  | —  | 32 | 184 | —  | —  | —  | 90  |
| 2005                           | Mafia - Data: 8 marca 2005 - Wydawca: Artemis Records                       | 15 | 1 | —  | —  | 33 | 170 | —  | —  | 17 | 97  |
| 2006                           | Shot to Hell - Data: 12 września 2006 - Wydawca: Roadrunner Records         | 21 | — | —  | —  | 21 | 182 | 95 | —  | 22 | 69  |
| 2010                           | Order of the Black - Data: 10 sierpnia 2010 - Wydawca: E1 Music             | 4  | 2 | 44 | 45 | 13 | 112 | 31 | 82 | 27 | 84  |
| 2014                           | Catacombs of the Black Vatican - Data: 8 kwietnia 2014 - Wydawca: E1 Music  | 5  | — | 31 | 35 | 12 | 64  | 29 | 23 | 52 | 30  |
| 2018                           | Grimmest Hits - Data: 19 stycznia 2018 - Wydawca: Entertainment One Music   | —  | — | —  | —  | —  | —   | —  | —  | —  | —   |
| "—" pozycja nie była notowana. |                                                                             |    |   |    |    |    |     |    |    |    |     |

### Minialbumy
| Rok  | Tytuł |
| ---- | --- |
| 1999 | No More Tears - Data: 1999 - Wydawca: Spitfire Records                                                                                            |
| 2011 | Glorious Christmas Songs That Will Make Your Black Label Heart Feel Good - Data: 1 listopada 2011 - Wydawca: Black Label Society (wydanie własne) |

### Albumy koncertowe
| 2001                           | Alcohol Fueled Brewtality Live!! +5 - Data: 16 stycznia 2001 - Wydawca: Spitfire Records | —   |
| 2010                           | Black Label Berzerkus 2010 - Data: 2010 - Wydawca: E1 Music                              | 149 |
| 2013                           | Unblackened - Data: 24 września 2013 - Wydawca: Eagle Rock Entertainment                 | 72  |
| "—" pozycja nie była notowana. |                                                                                          |     |

### Kompilacje
| 2005                           | Kings of Damnation 98-04 - Data: 2005 - Wydawca: Spitfire Records      | —   | 23 |
| 2009                           | Skullage - Data: 21 kwietnia 2009 - Wydawca: Armoury Records           | 111 | 9  |
| 2011                           | The Song Remains Not the Same - Data: 10 maja 2011 - Wydawca: E1 Music | 41  | —  |
| "—" pozycja nie była notowana. |                                                                        |     |    |

### Single
| Rok                            | Tytuł                         | USA Main. | Album                  |
| ------------------------------ | ----------------------------- | --------- | ---------------------- |
| 1999                           | "Bored to Tears"              | —         | Sonic Brew             |
| 1999                           | "Born to Lose"                | —         | Sonic Brew             |
| 2000                           | "Counterfeit God"             | —         | Stronger than Death    |
| 2000                           | "All for You"                 | —         | Stronger than Death    |
| 2002                           | "Bleed for Me"                | —         | 1919 Eternal           |
| 2003                           | "Stillborn"                   | 12        | The Blessed Hellride   |
| 2003                           | "The Blessed Hellride"        | —         | The Blessed Hellride   |
| 2004                           | "House of Doom"               | 33        | Hangover Music Vol. VI |
| 2005                           | "Suicide Messiah"             | 24        | Mafia                  |
| 2005                           | "Fire It Up"                  | 35        | Mafia                  |
| 2005                           | "In This River"               | 32        | Mafia                  |
| 2006                           | "Concrete Jungle"             | 29        | Shot to Hell           |
| 2007                           | "Blood Is Thicker than Water" | 31        | Shot to Hell           |
| 2010                           | "Parade of the Dead"          | 28        | Order of the Black     |
| "—" pozycja nie była notowana. |                               |           |                        |

## Wideografia
| 2003                           | Boozed, Broozed & Broken-Boned (DVD) - Data: 12 sierpnia 2003 - Wydawca: Eagle Vision                   | — |
| 2006                           | The European Invasion – Doom Troopin’ Live (DVD) - Data: 22 sierpnia 2006 - Wydawca: Roadrunner Records | 2 |
| 2009                           | Skullage (DVD) - Data: 21 kwietnia 2009 - Wydawca: Armoury, Eagle Rock                                  | — |
| 2013                           | Unblackened (DVD) - Data: 24 września 2013 - Wydawca: Eagle Rock Entertainment                          | 5 |
| "—" pozycja nie była notowana. | |   |

## Teledyski
| Rok  | Tytuł                         | Reżyseria                     |
| ---- | ----------------------------- | ----------------------------- |
| 2000 | "Counterfeit God"             | —                             |
| 2003 | "Stillborn"                   | Rob Zombie                    |
| 2005 | "In This River"               | Eric Zimmerman                |
| 2005 | "Fire It Up"                  | Master Cylinder               |
| 2005 | "Suicide Messiah"             | Eric Zimmerman                |
| 2006 | "Concrete Jungle"             | Aggressive Inc.               |
| 2007 | "Blood Is Thicker Than Water" | Eric Zimmerman, Nik Jamgocyan |
| 2010 | "Overlord"                    | Eric Zimmerman                |